# 荷西·卡利祖
荷西·卡利祖（西班牙語：José Callejón，西班牙語發音：[xoˈse kaʎeˈxon]，1987年2月11日—) ，是一名西班牙職業足球員，現時效力西乙球隊格拉纳达。
卡利祖為西班牙甲組足球聯賽球隊皇家馬德里的青訓球員，其後轉會至愛斯賓奴成名。2011年，他重返皇家馬德里。兩年後，卡利祖轉會至意甲球隊那不勒斯，2020年夏天約滿離隊。
在國家隊方面，卡利祖曾代表西班牙U-21上陣，2014年首次代表成年國家隊上陣。

## 球會生涯

### 皇家馬德里
卡利祖於西班牙莫特里爾出生，為皇家馬德里的青訓球員。2007年5月，他首次代表上陣。該季，他為球隊上陣4次，但沒有取得入球。
2007-08賽季，卡利祖為卡斯迪拿上陣37次，攻入21球，成為該屆的神射手。

### 愛斯賓奴

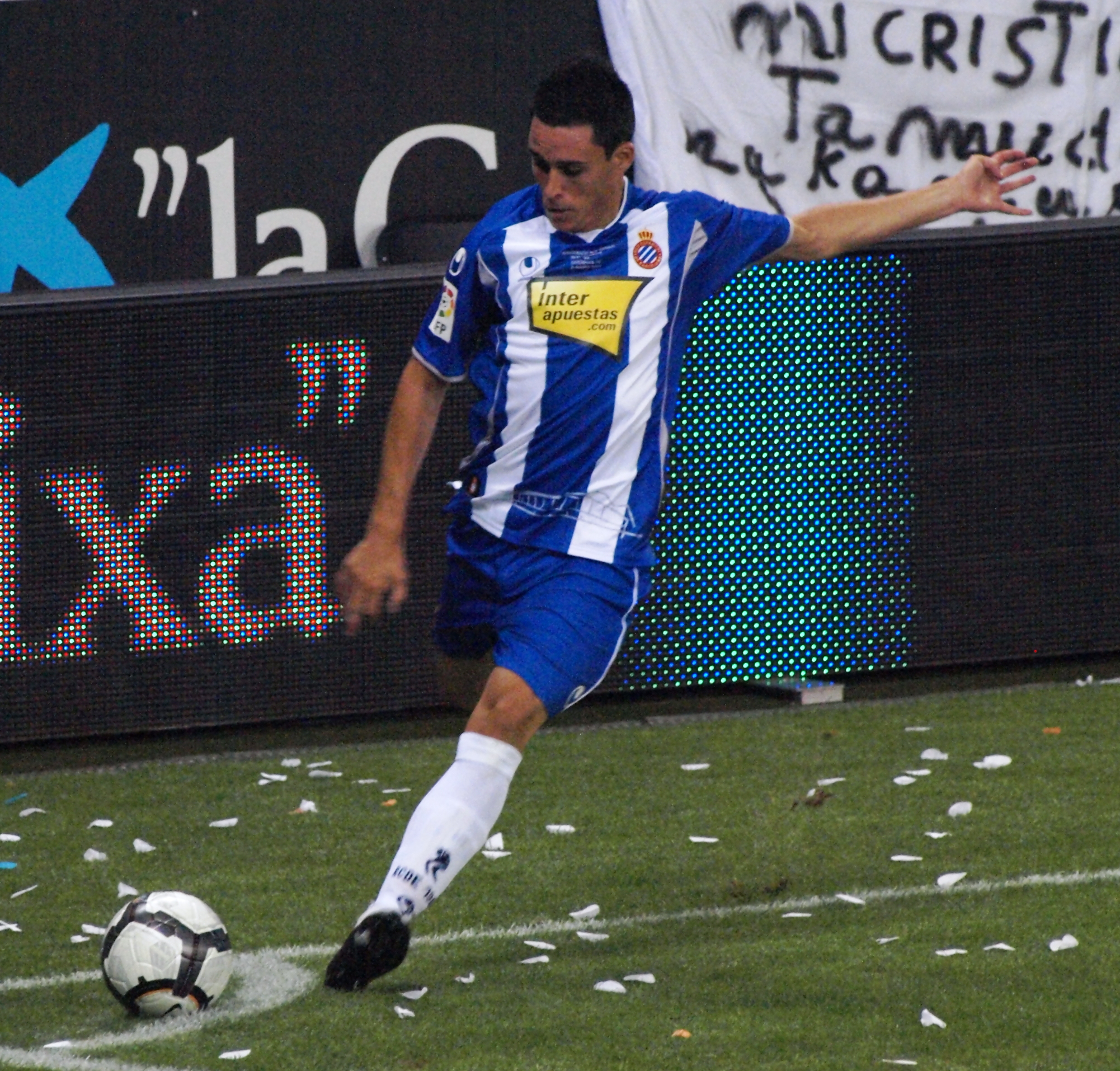
2009年，正開出角球時的卡利祖

2007-08賽季完結後，卡利祖與其兄弟胡安米·卡利祖一起離開皇家馬德里。荷西·卡利祖加盟了西甲球隊愛斯賓奴，簽下4年的合同，胡安米·卡利祖則加盟了另一支西甲球隊馬略卡。2008年9月20日，卡利祖在聯賽對陣赫塔費時，於比賽末段時後備入替，首次代表球隊上陣，最終愛斯賓奴在主場以1比1戰和對手。
2009年3月15日，卡利祖在球隊護級形勢危急時，攻入轉會後首球，協助球隊在主場以3比3戰和馬略卡。最終，該季愛斯賓奴成功護級，排名第10。在隨後的數季，卡利祖成功於麾下，出任球隊的正選翼鋒。
2011年1月15日，卡利祖在對陣西維爾時梅開二度，協助球隊以2比1擊敗對手。整個賽季中，卡利祖只缺席1場比賽，共上陣37場聯賽，攻入6球，協助球隊以第8名完成賽季。

### 重返皇家馬德里
2011年5月23日，卡利祖重返皇家馬德里，簽約5年，合約於同年7月1日正式生效，轉會費為550萬歐元。7月16日，他在友誼賽對陣洛杉磯銀河時，首次代表球隊上陣，並於第30分鐘攻入1球，協助球隊以4比1大勝。
10月2日，卡利祖在對陣舊東家愛斯賓奴時，於第82分鐘接應的助攻，攻入加盟皇家馬德里後首球，最終皇家馬德里以4比0大勝。卡利祖在入球後並沒有慶祝，只是舉高雙手，以示對舊東家的尊重。
2011年11月22日，皇家馬德里篤定成為分組賽冠軍，因此領隊派遣副選上陣，卡利祖亦得到機會正選上陣。於第5輪分組賽對陣時，卡利祖梅開二度，協助球隊以6比2大勝對手。而在最後一輪分組賽對陣時，他再次梅開二度，使球隊以3比0勝出。
卡利祖在隨後的比賽中，先於12月17日客勝西維爾6比2的聯賽中梅開二度，再於西班牙國王盃對陣龐費拉迪納的兩回合比賽中，合共攻入3球：在作客時攻入1球，在主場時攻入2球，協助球隊以7比1大勝晉級。
2012年1月14日，卡利祖在對陣馬略卡時，於第84分鐘時以遠射攻入1球，最終球隊以2比1反勝對手。在次輪聯賽對陣時，他再攻入1球，協助球隊以4比1大勝。

### 那不勒斯

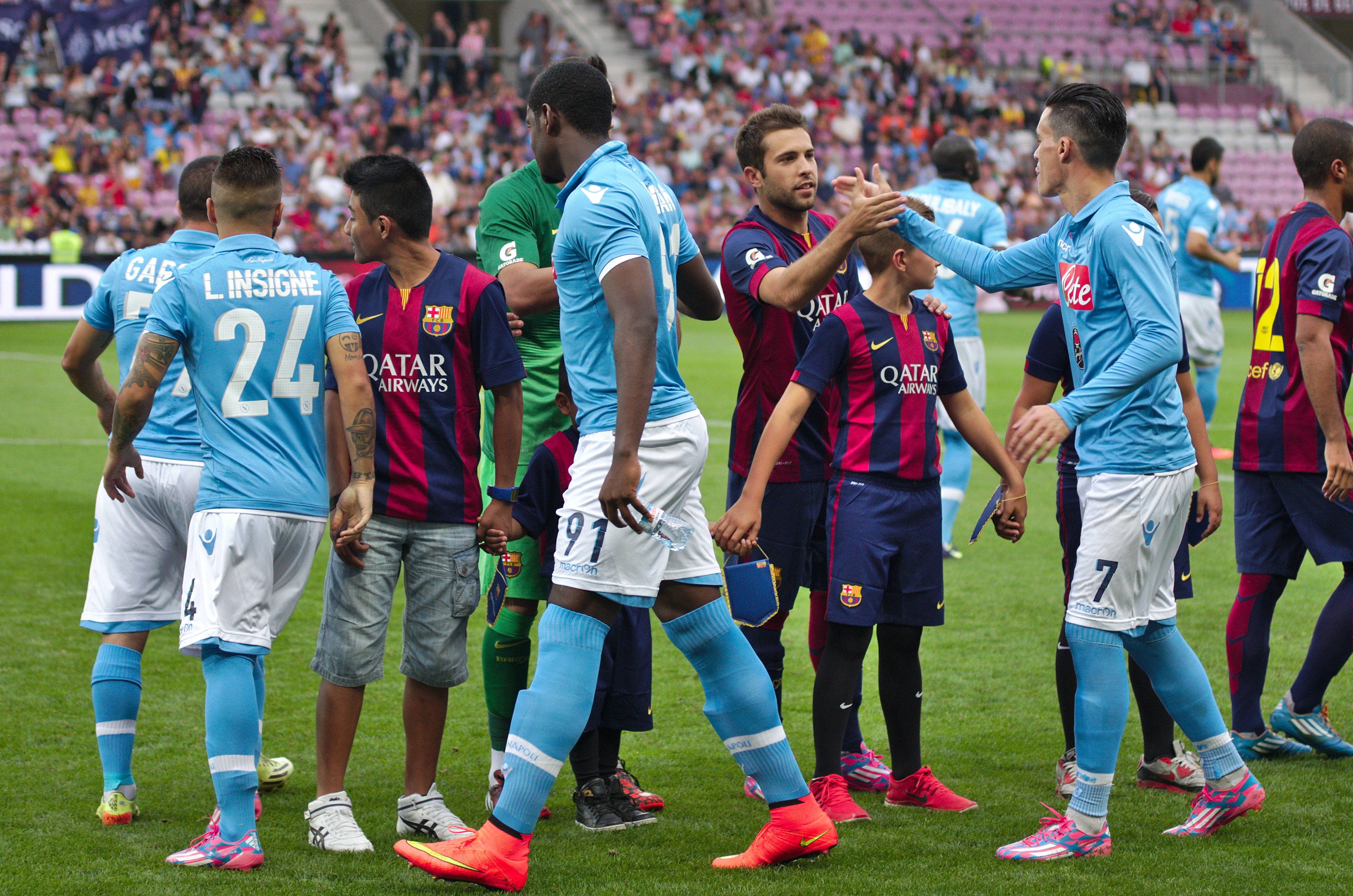
2014年，對陣巴塞罗那時的卡利祖（7號球員）

2013年7月9日，卡利祖離開皇家馬德里，轉投那不勒斯，轉會費為1000萬歐元，雙方簽約4年。
8月25日，卡利祖在聯賽對陣博洛尼亞時，攻入首個入球，協助球隊以3比0勝出 。於首20場為拿玻里上陣的比賽，他合共攻入7球。10月22日，他在分組賽對陣馬賽時，攻入轉會後首個歐洲賽事入球，協助球隊以2比1勝出。
2014年5月3日，卡利祖在意大利盃決賽時，在補時階段交出1個助攻予德賴斯·梅滕斯，協助拿玻里以3比1戰勝費倫天拿而捧盃。5月18日，於球季最後一場聯賽對陣維羅納時，卡利祖攻入1球，這個入球為拿玻里於本賽季各項賽事攻入的第100個入球，亦是卡利祖個人攻入的第20球，最終球隊以5比1大勝完結賽季。
2014-15賽季，卡利祖在聯賽揭幕戰對陣時攻入1球，協助球隊以2比1勝出。9月24日，他在對陣時攻入一球，可惜球隊以3比3跟對手打和。10月19日，他在對陣國際米蘭時梅開二度，可惜被對手迫和2比2。
11月2日，在對陣羅馬的比賽中，卡利祖攻入1球，協助球隊以2比0勝出。賽後，他在聯賽射手榜中排名第1，比第2位的多出2球，並列入當週聯賽最佳陣容。
2015年9月17日，卡利祖在分組賽對陣布魯日的比賽中梅開二度，最終球隊以5比0大勝。其後在對陣的比賽中，他接應隊友的長傳，「窩利」射入1球，協助球隊以4比1大勝對手。賽後，這個入球被歐洲足球協會聯盟評定為「有力成為小組賽最佳入球」。
2017年4月9日，卡利祖在對陣拉素時，代表球隊於各項賽事上陣第200場。比賽中，他亦攻入效力拿玻里時的第57球，令球隊以3比0大勝
卡利祖在2020年夏天約滿離隊。

### 佛罗伦萨
2020年10月5日，卡利祖与佛罗伦萨达成加盟协议。

## 國家隊生涯
2008年3月25日，卡利祖在2009年U21歐洲國家盃分組賽對陣哈薩克U-21時，首次代表西班牙U-21上陣。他於第46分鐘後備入替，並於第60分鐘攻入1球，協助球隊大勝5比0。
2014年11月7日，卡利祖得到了成年隊的徵召，參加2016年歐洲國家盃外圍賽對陣白俄羅斯國家足球隊和德國國家足球隊的比賽。他於對陣白俄羅斯隊時，於69分鐘後備入替，協助球隊以3比0大勝對手。

## 比賽風格
卡利祖被認為是一名速度快、具有創造力和技術的球員，能創造機會和進球。他亦被認為是一名全能和場上勤勞的右腳球員，能出任多個位置，包括前鋒、翼鋒、進攻中場和輔鋒等。效力皇家馬德里時期，時任領隊更安排他出任場上防守的位置。

## 生涯統計

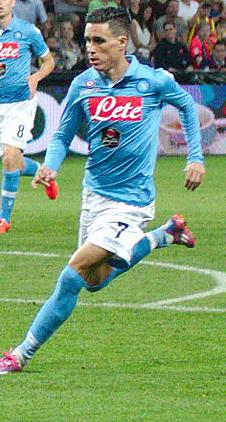
2014年，為拿玻里上陣的卡利祖

截至2017年5月14日
| 球季        | 賽季        | 聯賽 | 聯賽 | 盃賽 | 盃賽 | 洲際賽事 | 洲際賽事 | 總計 | 總計 |
| 球季        | 賽季        | 出場 | 入球 | 出場 | 入球 | 出場     | 入球     | 出場 | 入球 |
| ----------- | ----------- | ---- | ---- | ---- | ---- | -------- | -------- | ---- | ---- |
|             | 2006-07賽季 | 4    | 0    | —    | —    | —        | —        | 4    | 0    |
| 2007-08賽季 | 37          | 21   | —    | —    | —    | —        | 37       | 21   |      |
| 總計        | 41          | 21   | —    | —    | —    | —        | 41       | 21   |      |
| 愛斯賓奴    | 2008-09賽季 | 24   | 2    | 6    | 2    | —        | —        | 30   | 4    |
| 愛斯賓奴    | 2009-10賽季 | 36   | 2    | 1    | 0    | —        | —        | 37   | 2    |
| 愛斯賓奴    | 2010-11賽季 | 37   | 6    | 2    | 0    | —        | —        | 39   | 6    |
| 愛斯賓奴    | 總計        | 97   | 10   | 9    | 2    | —        | —        | 106  | 12   |
| 皇家馬德里  | 2011-12賽季 | 25   | 5    | 6    | 3    | 5        | 5        | 36   | 13   |
| 皇家馬德里  | 2012-13賽季 | 30   | 3    | 7    | 2    | 4        | 2        | 41   | 7    |
| 皇家馬德里  | 總計        | 55   | 8    | 13   | 5    | 9        | 7        | 77   | 20   |
| 那不勒斯    | 2013-14賽季 | 37   | 15   | 5    | 3    | 10       | 2        | 52   | 20   |
| 那不勒斯    | 2014-15賽季 | 38   | 11   | 5    | 0    | 16       | 1        | 59   | 12   |
| 那不勒斯    | 2015-16賽季 | 38   | 7    | 2    | 1    | 7        | 5        | 47   | 13   |
| 那不勒斯    | 2016-17賽季 | 35   | 13   | 4    | 2    | 8        | 1        | 47   | 16   |
| 那不勒斯    | 總計        | 148  | 46   | 16   | 6    | 41       | 9        | 205  | 61   |
| 生涯總計    | 生涯總計    | 341  | 85   | 38   | 13   | 50       | 16       | 430  | 114  |

## 榮譽

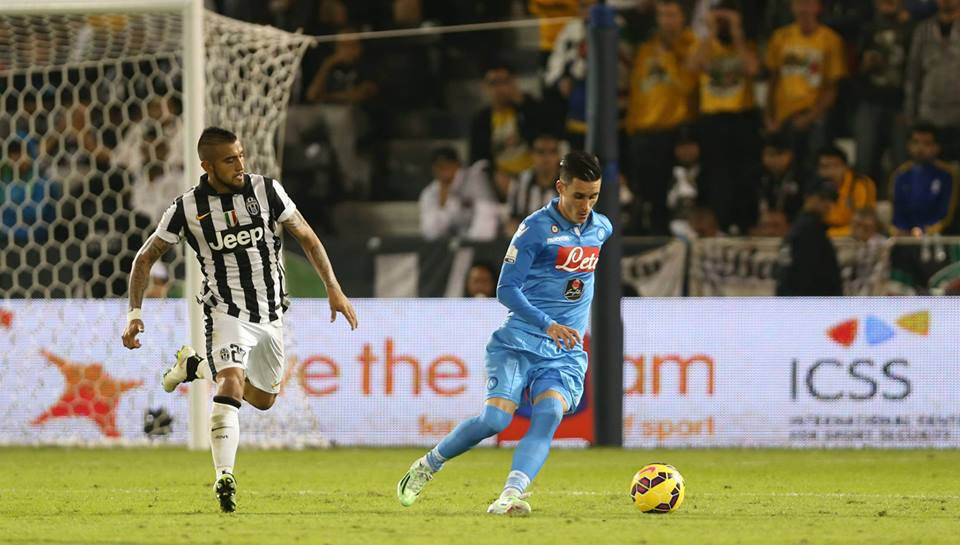
2014年，出戰意大利超級盃的卡利祖（藍衣）

### 球會
- 西班牙甲組足球聯賽：2011-12賽季
- 西班牙超級盃：2012年

- 意大利盃：2013-14賽季
- 意大利超級盃：2014年

### 個人
- 西班牙乙組足球聯賽神射手：2007-08賽季
- 意大利盃神射手：2013-14賽季

## 外部連結
- 荷西·卡利祖於拿玻里官方網站上的資料 （意大利文）
- 荷西·卡利祖在BDFutbol中的档案
- 荷西·卡利祖 （页面存档备份，存于）於Tutto Calciatori上的資料 （意大利文）
- 荷西·卡利祖在 National-Football-Teams.com 上的出场纪录